# Alsószabadi
Alsószabadi (1899-ig Alsó-Lehota, szlovákul: Dolná Lehota) község Szlovákiában, a Besztercebányai kerületben, a Breznóbányai járásban.

## Fekvése
Breznóbányától 15 km-re északnyugatra, a Vajszkói-patak partján, 480 m magasan fekszik. A község határa az Alacsony-Tátrai Nemzeti Park területére esik.

## Története
A települést 1358-ban alapították a zólyomlipcsei uradalom területén. Alapítója és első bírája egy Petrik nevű királyi udvarnok volt, aki udvari szolgálataiért kapta a birtokot I. Lajos királytól. 1424-ben „Petwrlehota” néven említik először. 1455-ben „Lehota Petri”, 1464-ben „Petrik Lehathaya”, 1528-ban „Inferior Lehotha”, 1536-ban „Lehotka” néven említik az írott források. Lakói a 17. századtól a kincstári bányák és kohók közötti fuvarozással foglalkoztak, uradalmi csőszök, halászok voltak.
A 18. század végén Vályi András így ír róla: „Alsó, és Felső Lehota. Népes két tót falu Zólyom Várm. földes Ura mind a’ kettőnek a’ Lipcsei Bányászi Kamara, lakosai katolikusok, fekszenek egymástól nem meszsze, Alsó Lehota Lopejnek filiája, földgyeik termékenyek, réttyei kétszer kaszáltattak. Felső Lehotának határja soványabb.”
1828-ban a faluban 109 ház állt 901 lakossal, akik mezőgazdasággal, állattartással és kereskedéssel, csipkeveréssel foglalkoztak. Termékeiket messze földön, egész Magyarországon és a Balkánon is árulták.
Fényes Elek 1851-ben kiadott geográfiai szótárában így ír a faluról: „Alsó-Lehota, tót falu, Zólyom vmegyében, dombos völgyben, út. p. Beszterczebánya 4 3/4 óra. Határa 9461 hold 854 négyszögöl, mellyből szántóföld 749 h., rét 1808 h., legelő 312. h., erdő 4284 h., havasok 2237 h., kert 1 h., s 1156 négyszögöl, a többi utak és miveletlen térek. Ezekből majorsági szántóföld 164 h., rét 516 h., kert 649 négyszögöl, legelő 17 h. 1495 négyszögöl, havas 459 h. 720 négyszögöl; az erdő közös. Földje a buzán és tengerin kivül mindent megterem, de szüken. Szarvasmarha és kecske tenyésztetik. Van Veiszkova nevü patakja, egy meleg forrása, melly még eddig meg nem vizsgáltatott, Hola nevü magas hegyén Dupua nevü sziklabarlangja, melly nevét viszhangjáról vevé. A Veiszkova folyón van egy kamarai vashámor, mellyben 3 kemencze dolgozik. Lakja 726 r. kath., 149 evang. Birtokosai a Skultéty nemzetség és a kamara.”
A 19. század végén antimonbánya nyílt a településen. A trianoni diktátumig Zólyom vármegye Breznóbányai járásához tartozott.

## Népessége
| Év:            | 1994. | 2004.   | 2014.   | 2024.   |
| -------------- | ----- | ------- | ------- | ------- |
| Emberek száma: | 720   | 712     | 764     | 688     |
| Eltérés:       |       | -1,11 % | +7,30 % | -9,94 % |

| Év:            | 2023. | 2024.   |
| -------------- | ----- | ------- |
| Emberek száma: | 692   | 688     |
| Eltérés:       |       | -0,57 % |

1910-ben 1092-en, többségében szlovák anyanyelvűek lakták, jelentős magyar kisebbséggel együtt.
2001-ben 739 lakosából 726 szlovák volt.
2011-ben 784 lakosából 741 szlovák volt.

## Neves személyek
- Itt született[forrás?] 1850-ben Petrogalli Artúr főgimnáziumi tanár, entomológus.
- Itt született 1875-ben Lantos Adolf könyvkereskedő, könyvkiadó, antikvárius.
- Innen származik Ivan Bella űrhajós.

## Nevezetességei
- Evangélikus harangtornya 1818-ban épült.
- Keresztelő Szent Jánosnak szentelt temploma 1914-ben épült.